# Dějiny Egypta

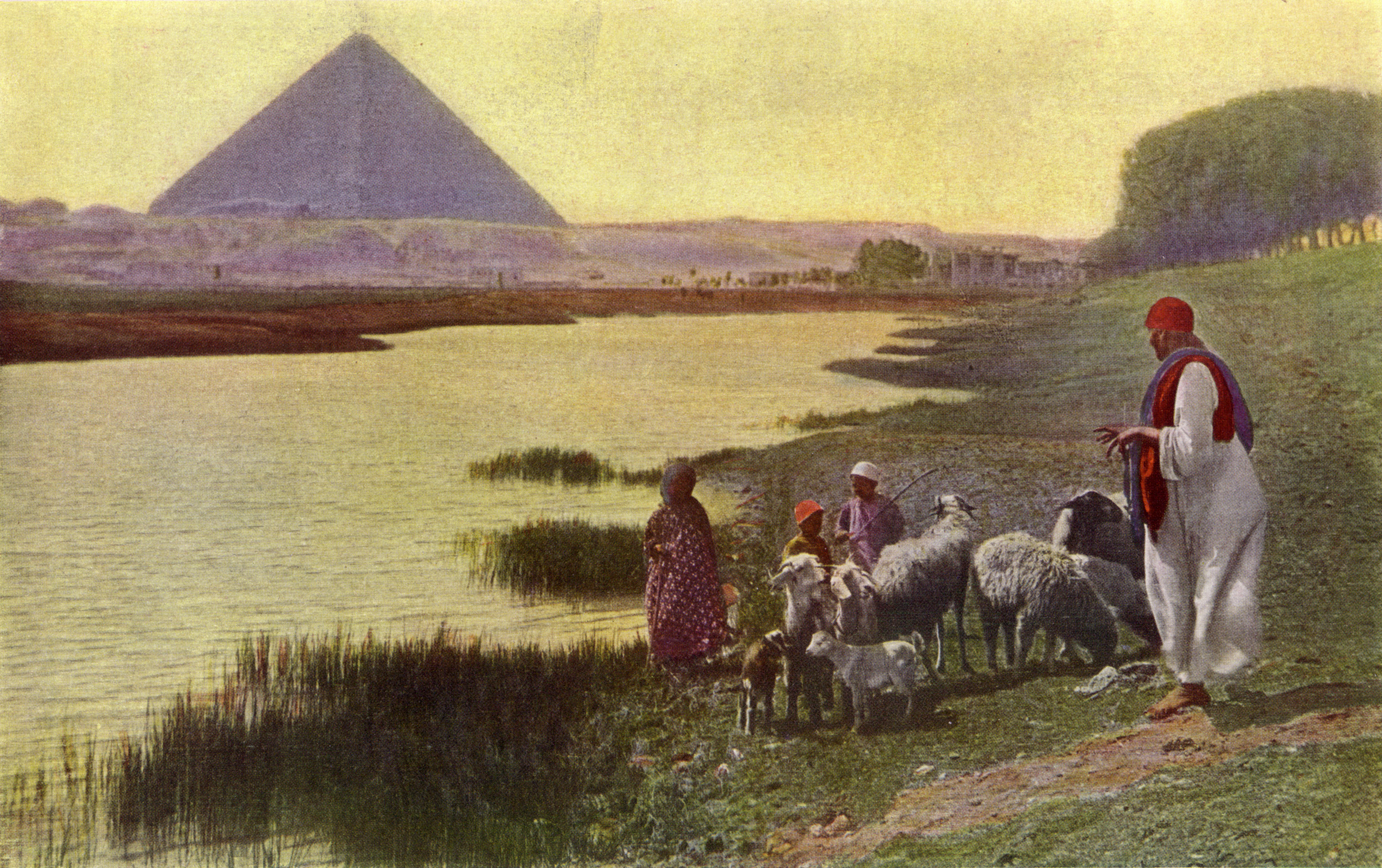
Egyptský Nil s pohledem na pyramidy

Dějiny Egypta jsou dějinami státu Egypt nacházejícího se v severovýchodní části Afriky podél řeky Nil. Historie Egypta je považována za nejdelší souvislou historii jednotného státu na světě. Egypťané se obvykle považují za první lidskou civilizaci, i přesto, že některá z mezopotámských měst v Sumeru vznikla ještě před prvními z egyptských měst. Historické území Egypta sahalo od nilské delty na severu až k druhému nilskému kataraktu na jihu. Počátky první státního celku na území Egypta sahají až přibližně k roku 3100 př. n. l., kdy byly sjednoceny původně samostatné městské státy pod vládu jednoho faraona Meniho.
Chronologie starověkého Egypta byla původně založena na pořadí panovníků a délce jejich panování. Protože neznáme všechny panovníky a v určitých obdobích docházelo ke spoluvládám, nemůžeme, zvláště v rané historii, některé události přesně datovat. Důsledkem je, že archeologové v mnoha případech nabízejí několik možných dat nebo dokonce celých chronologií. Následkem toho mohou být odchylky mezi předkládanými daty a daty v jednotlivých článcích o starověkém Egyptě.

## Pravěk

### Období paleolitu (700 000–7000 př. n. l.)
Založení Egypta předcházelo dlouhé období, kdy se sice ještě nepoužívalo písmo, ale byly položeny základy egyptské civilizace. V období paleolitu došlo k osídlení údolí Nilu a prehistorické Núbie. V době středního paleolitu byla osídlena i oblast Západní pouště, což dokládají nálezy u bývalých jezer. Ta byla v době extrémního sucha opouštěna. Obyvatelé se živili lovem zvěře, kterou lovili kamennými nástroji.
Na konci období středního paleolitu došlo ke změně podnebí na velmi suché a oblast Západní pouště byla opuštěna. Důsledkem bylo zvýšení hustoty obyvatel žijících v oblasti nilského údolí.

### Období neolitu (7000–5300 př. n. l.)
Kolem roku 9300 př. n. l. se vlivem vlhčího klimatu lidé vrátili zpět do oblasti Západní pouště a vytvořili zde „keramickou“ kulturu. Z oblasti nilského údolí nejsou z této doby žádné nálezy, protože místní sídliště jsou pravděpodobně pokryta několikametrovými nánosy nilského bahna.
V oblasti Západní pouště žili lidé kočovným způsobem života v oblastech vysychajících jezer. Kolem roku 7500 př. n. l. se objevuje hloubení studní a chov domácích zvířat. Kromě chovu dobytka se stále loví divoká zvěř, hlavně zajíci a gazely.
Kolem roku 4900 př. n. l. se objevuje pálená hlazená keramika, někdy s černým okrajem, která pravděpodobně později ovlivnila keramiku Badárské kultury, rozšířenou v oblasti Horního Egypta.
Od roku 5400 př. n. l. se začíná rozvíjet chov domestikovaných zvířat, hlavně ovcí, které byly získány z Levanty. Protože však po roce 4400 př. n. l. došlo v Západní poušti ke změně podnebí na suché, začala být opět svými obyvateli opouštěna.

## Starověk

### Předdynastická doba (5300–3000 př. n. l.)
Mezi roky 5450 až 4400 př. n. l. se objevuje v oblasti Fajjúmské oázy fajjúmská kultura a v oblasti nilské delty kultura Maadí. Obě kultury se odlišují povrchem a tvarem vyráběné keramiky. Některé nádoby byly také dováženy z oblasti Horního Egypta, kde se rozšířila Badárská kultura, a z oblasti Palestiny, což svědčí o obchodních kontaktech s těmito oblastmi.
Na výrobu nástrojů se začalo používat mědi.
Kultura Maadí byla již kulturou usedlých pastevců a zemědělců. Chovala se prasata, skot, kozy, ovce, osli, psi a pěstoval se ječmen, pšenice, hrách, čočka.
Badárská kultura volně přechází v Nakádskou kulturu. V tomto období byla společnost pravděpodobně již sociálně rozvrstvená a nálezy v hrobech naznačují tendenci k hierarchické organizaci.

### Archaická doba (3000–2700 př. n. l.)
Na konci období kultury Nakáda III. byly původně samostatné „městské státy“ sjednoceny pod vládu jednoho panovníka. Podle legendy byl sjednotitelem faraon Meni, kterého někteří archeologové ztotožňují s faraonem Narmerem nebo s panovníkem Hor-Aha.
Podnětem ke sjednocení byla pravděpodobně potřeba efektivního využití vláhy a každoročních nilských záplav. Centrem říše se stalo město Cenej, které se nacházelo poblíž Abydu.
Potřeby jednotné administrace vedly velmi rychle k vynálezu písma a k zavedení jednotného kalendáře, v němž jeden rok tvořilo 365 dnů.
Během vlády prvních dvou dynastií se říše stabilizovala a Egypt tak byl připraven pro první velkou epochu kulturního rozkvětu – Starou říši.

### Stará říše (2700–2181 př. n. l. (2160 př. n. l.))

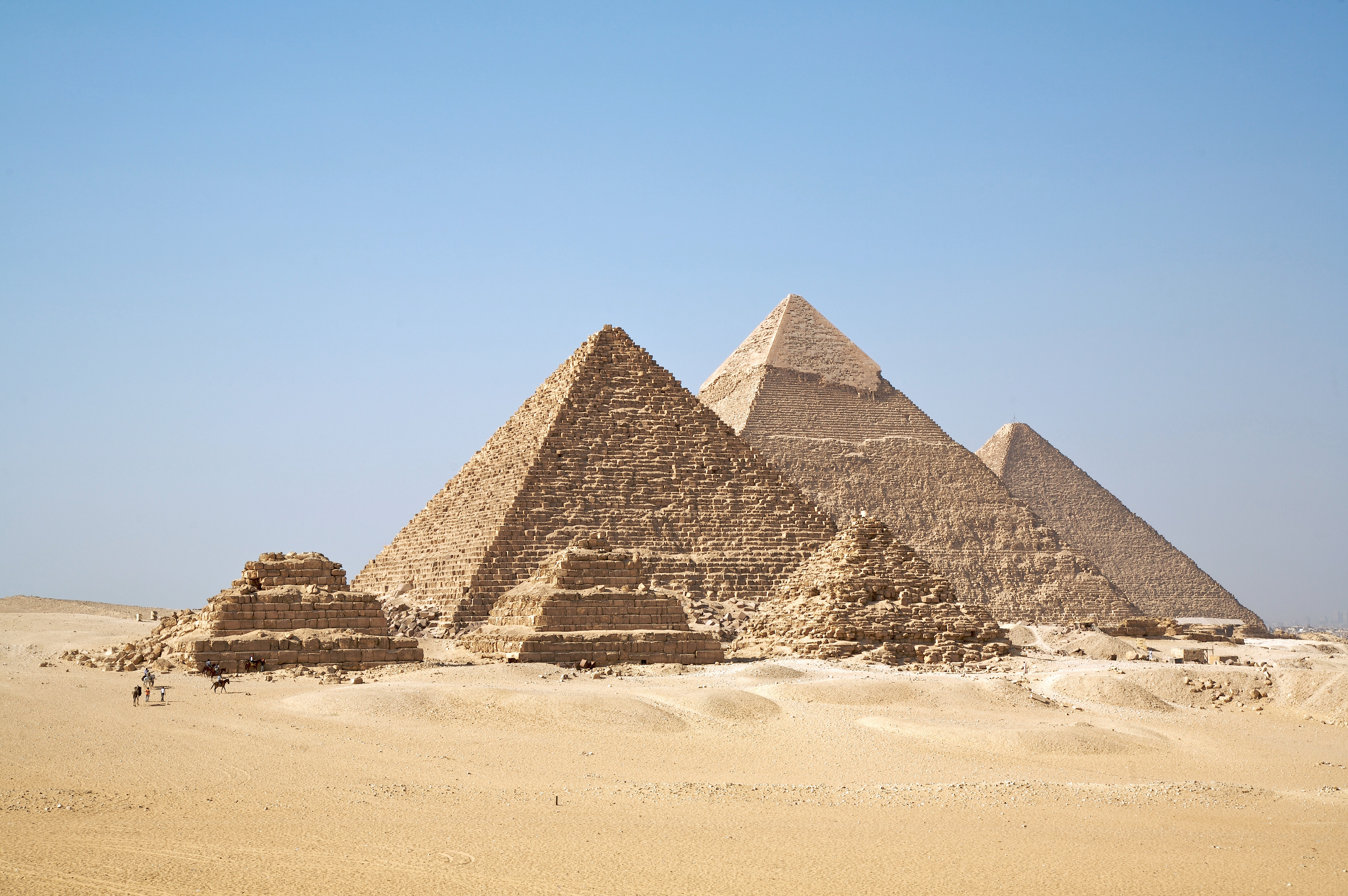
Pohled na pyramidy v Gíze

Začátek doby Staré říše je spojen se zakladatelem třetí dynastie faraonem Džoserem, který si nechal postavit první pyramidu a to stupňovitou pyramidu v Sakkáře. Za vlády faraona Džosera a panovníků čtvrté a páté dynastie se rozloha Egypta rozšířila na jihu až k Asuánu. Faraonové byli v této době uctíváni jako synové slunečního boha Re a měli neomezenou moc. Centrem říše bylo město Memfis, které leželo na rozhraní Nilské delty a Nilského údolí.
Vlastní doba stavitelů pyramid začíná 4. dynastií, faraonem Snofrevem. Nejznámějšími vládci této dynastie jsou Chufev (Cheops), Rachef (Chefren) a Menkaure, kteří si nechali postavit pyramidy v Gíze.
Uctíván je bůh slunce Re, jehož kult dosáhl vrcholu v 5. dynastii. Nedaleko královských pyramid se v této době stavějí chrámy pro boha Slunce.
Koncem tohoto období však došlo k politickému úpadku. Moc správců jednotlivých částí Egypta (nomů) vzrostla natolik, že začala velmi oslabovat centrální správu. Když celou zemi krátce po dlouhé vládě faraona Pepiho II. postihl dlouhotrvající hladomor, rozpadl se Egypt na jednotlivá území místních vládců.

### První přechodná doba (přibližně 2160–2055 př. n. l.)
Egypt v této době spravovali místní vládci, z nichž nejsilnější byli panovníci v Herakleopolis Magna, kteří se snažili navázat na faraony Staré říše. Na jihu v Thébách postupně vzniklo druhé mocenské centrum.
V druhé části tohoto období spolu tato dvě centra bojovala o vládu nad celým Egyptem. Na konci tohoto období thébský král Nebhepetre Mentuhotep II. zvítězil nad hérakleopolským panovníkem a znovu sjednotil Egypt.

### Střední říše (2055/2040–1650 př. n. l.)

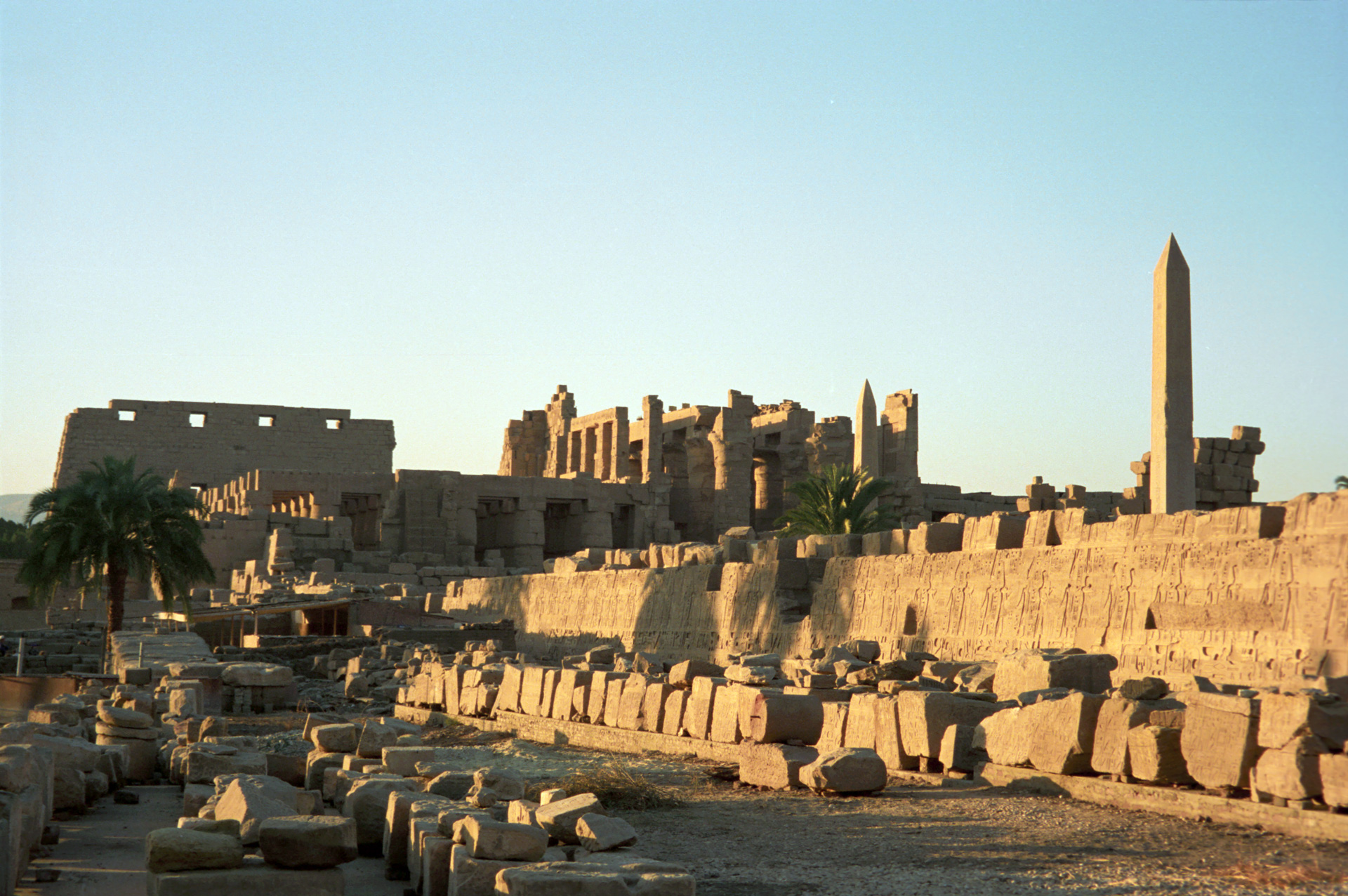
Pohled na zbytky Amonova chrámu v Karnaku

Po sjednocení Egypta zakladatelem 11. dynastie Mentuhotepem II. nastal opětovný rozvoj Egyptské říše. Mentuhotep II. vybudoval novou rezidenci v oblasti dnešního Luxoru poblíž Théb. V Karnaku byl založen chrám boha Amona, který se stal základem mohutné svatyně staroegyptské říše.
Faraónové následující 12. dynastie přesunuli hlavní město do Ictaueje, které se nacházelo nedaleko vstupu do fajjúmské oázy poblíž Memfidy. Přesto Zůstaly Théby i nadále významným náboženským střediskem. Také rozšířili území Egypta na jihu, znovu dobyli Núbii a podnikli několik výprav do Palestiny, odkud začaly Egypt ohrožovat Asijci, Egypťany nazývaní Hyksósové.
Za vlády 13. dynastie proběhlo v Núbii povstání a Egypt se znovu rozdělil na několik částí. Začalo období Druhé přechodné doby.
V architektuře pohřebních staveb nastaly během Střední říše změny. Mentuhotep II. si nechal postavit královskou hrobku, kterou tvořil terasovitý chrám, který jako nástavba překrýval hrob vytesaný hluboko ve skále. Pozdější panovníci se opět vrátili ke stavbě pyramid, ale rozměrově menších, než jaké byly budovány ve Staré říši, a stavěných z hliněných cihel a ne z kamene. Jejich vnitřní uspořádání bylo také jiné.
Hlavním thébským bohem byl Amon, jehož kult začal v té době splývat s kultem slunečního boha Réa. Naděje na posmrtný život začala být spojována s bohem Usirem, jehož hlavní svatyně se nacházela na pohřebišti v Abydu.

### Druhá přechodná doba (přibližně 1650–1550 př. n. l.)
Kolem roku 1650 př. n. l. vpadly do oslabeného Egypta asijské oddíly Hyksósů, které měly nové typy zbraní a pro přesuny používaly koně. Jejich rychlým přesunům na koních a bojových vozech nemohlo egyptské vojsko čelit. Hyksósové nakonec ovládli území sahající od Palestiny až do Núbie.
Egypt ovládali z města Avaris (Hatvóret), nacházející se ve východní části Nilské delty. V egyptských nomech dosazovali své vazaly, kteří jim platili poplatky. Kolem roku 1550 však thébský vládce, pozdější faraon Ahmose I. Hyksóse ze země vyhnal a podařilo se mu Egypt znovu sjednotit. Založil tak 18. dynastii.

### Nová říše (přibližně 1550–1069 př. n. l.)

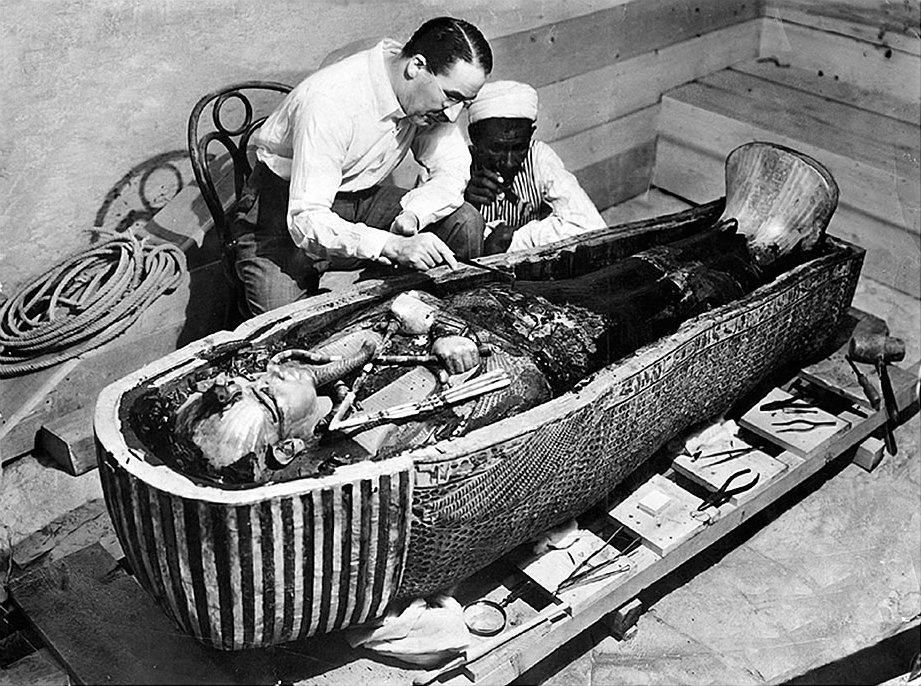
Howard Carter při otevření Tutanchamonovy rakve

Za vlády panovníků 18. dynastie se dosáhla Egyptská říše největšího územního rozsahu. Na jihu se rozkládala až k Nubii a na východě dosahovala až k údolí Eufratu.
Do země teď proudilo nesmírné bohatství z válečné kořisti, povinných odvodů (tributů) a z obchodu. Z Nubie přicházely předlouhé karavany naložené zlatem, slonovinou a vzácným dřevem, doprovázené exotickými zvířaty.
Hlavním městem byly Théby a ústřední chrám Amona-Rea se nacházel v Karnaku. Faraónové si stavěli zádušní chrámy a hrobky v Údolí králů nacházejícího se naproti Théb, které zůstaly i nadále centrem kultu boha Amona. Amonovi byl nyní také věnován celý kult posmrtného života.
Ve společnosti nastaly změny – nesmírně vzrostla vojenská moc, protože vojsko bylo příčinou vyhnání Hyksósů a vlivem uctívání boha Amona začala růst také moc jeho kněží.
Mezi nejznámější panovníky této doby patří Hatšepsovet, jedna z nejvýznamnějších královen Egypta, která byla původně regentkou faraona Thutmose III., Achnaton, který je znám svou náboženskou reformou, jíž se snažil omezit moc kněží Amonova kultu, a Tutanchamon, který se proslavil svou nevyloupenou hrobkou nalezenou v roce 1922 archeologem Howardem Carterem.
Posledním silným panovníkem této doby byl Ramesse II. Za vlády panovníků 20. dynastie, znovu vzrostla moc amonových kněží a na západě začal být Egypt napadán libyjskými kmeny. Královskou moc oslabila také vleklá hospodářská krize a boje o nástupnictví. To vedlo k opětovnému rozpadu Egypta a začátku Třetí přechodné doby.

### Třetí přechodná doba (přibližně 1069–664 př. n. l.)
Egypt byl v této době rozdělen na jižní část ovládanou mocnými kněžími z Théb a nilskou deltu spravovanou faraony 21. dynastie z města Tanis. Severní část si později podmanili libyjští nájezdníci, zakladatelem 22. dynastie byl Libyjec jménem Šešonk I.
Říše byla sjednocena opět z jihu, ale nyní z Núbie, odkud z města Napata ovládala Egypt 25. dynastie. Ta se snažila napodobit umělecký styl Nové říše a přiklonit se ke starým tradicím. Vývoj však načas přerušil vpád Asyrské říše.

### Pozdní doba (715–332 př. n. l.)
Pozdní doba začala opětovným ziskem moci do egyptských rukou faraonem Psammetikem I. 26. dynastie, kterou založil, vládla z města Sais. Její vládnutí bylo přerušeno dobytím Egypta perským králem Kambýsem a Egypt se stal perskou satrapií.
Poslední vzepnutí ke staré slávě znamenala krátká nezávislost v období 28. až 30. dynastie, kdy Egypt spravovali domácí panovníci. Pak byl Egypt Peršany opět dobyt a po porážce Dareia III. Alexandrem Makedonským připadl k jeho říši.

### Ptolemaiovská doba (332 př. n. l. – 30 n. l.)

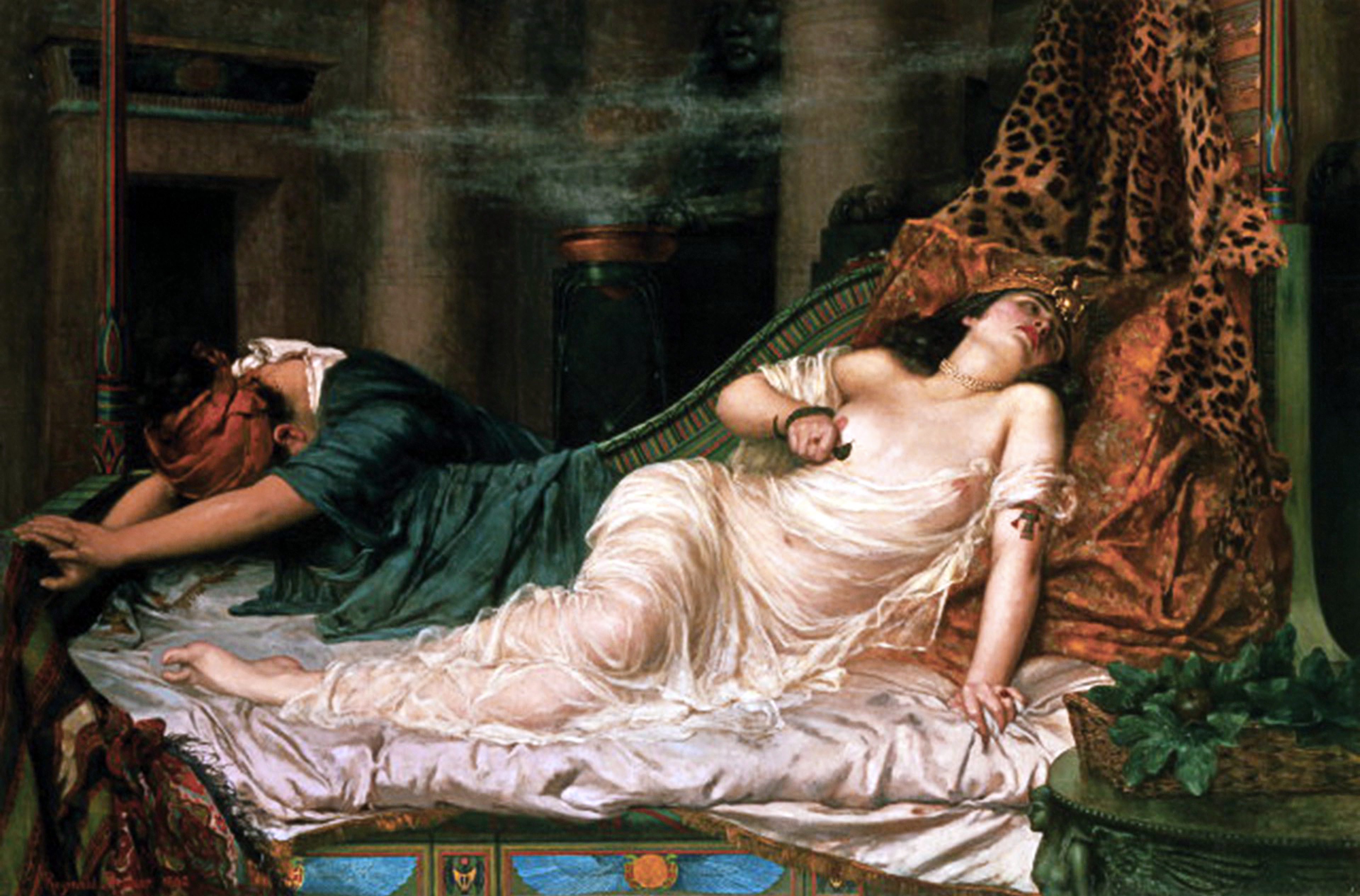
Smrt Kleopatry od Reginalda Arthura

Egypt uvítal Alexandra Velikého jako svého osvoboditele. V Egyptě pobyl sice krátce, ale stačil zde ustavit nový způsob státní správy a založit Alexandrii. Po jeho smrti po několika sporech o nástupnictví připadl Egypt Alexandrovu pobočníkovi Ptolemaiovi I.
Nejvýznamnějšími panovníky Ptolemaiovské dynastie byli první tři panovníci. Za jejich vlády se stal Egypt opět světovou říší. Jeho území sahalo od na západě Libye až do Malé Asie na východě a od na jihu Etiopie až k Egejským ostrovům na severu. Hlavním městem byla Alexandrie a stala se také se svou alexandrijskou knihovnou vzdělanostním centrem celého východního Středomoří. Velký kulturní vliv v této době měl helénismus.

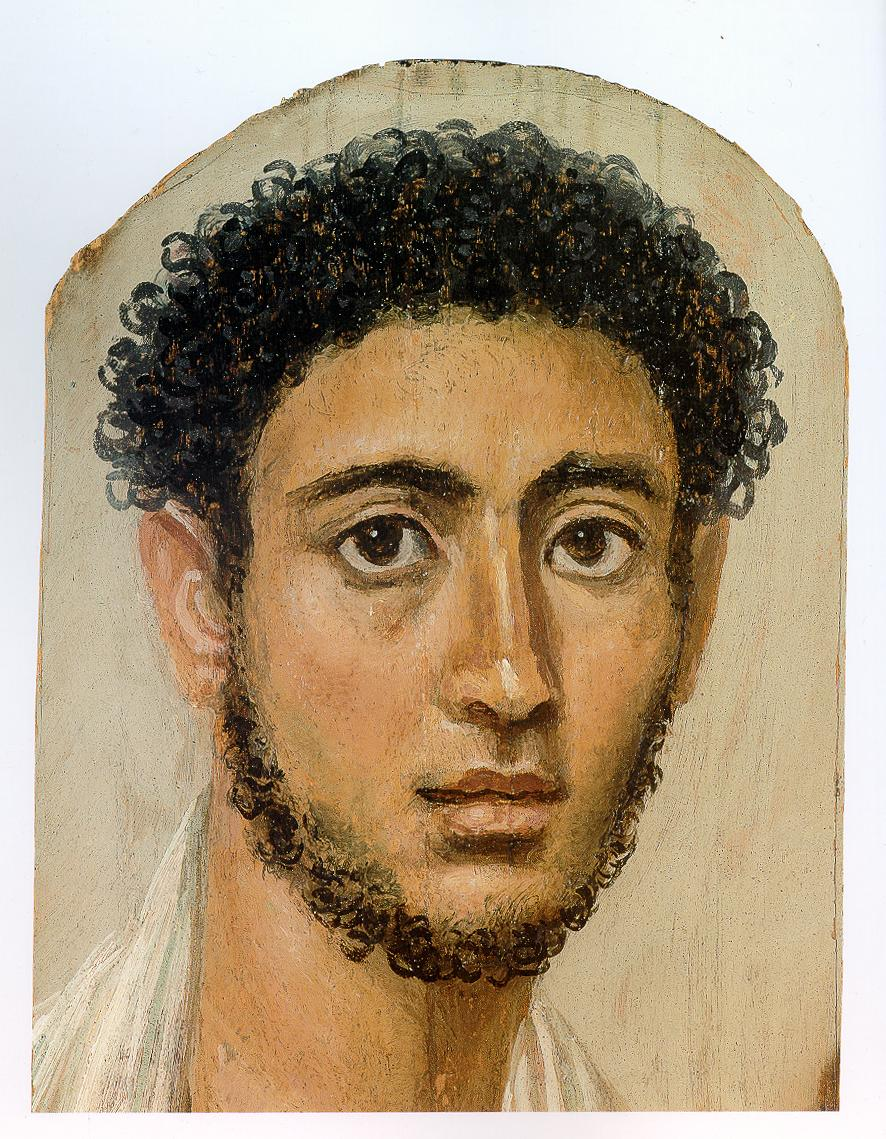
Portrét zemřelého na dřevěné desce dávaný v římské době na mumii zemřelého

Společnost však byla rozdělena na vládnoucí řeckou vrstvu a domácí obyvatelstvo, které trpělo vysokými daněmi. Tyto rozpory vyvrcholily v době vlády Ptolemaia IV. (221 – 205 př. n. l.) v opakovaných povstáních na celém území Egypta.
Od Ptolemaia IV. také docházelo ke sporům o nástupnictví. Do těchto sporů se postupně začala vměšovat Římská říše a Egypt se dostal do jejího područí. Poslední z panovníků dynastie Ptolemaiovců Kleopatra VII. (51–30 př. n. l.) se pokusila vytvořit z Egypta znovu mocnou říši. Potřebovala však se svými záměry souhlas Říma, který si zajistila milostným poměrem s Juliem Caesarem a po jeho smrti s nejsilnějším mužem římského impéria, Marcem Antoniem. Toho si v roce 36 př. n. l. vzala za manžela.
V Římě si však uvědomili, že hrozí ztráta Egypta, a proto Oktavián, Caesarův adoptivní syn, vytáhl do války proti Antoniovi a Kleopatře. Antonius byl v bitvě u Actia roku 31 př. n. l. poražen a Kleopatra a Antonius o rok později spáchali sebevraždu. Egypt se tak stal definitivně římskou provincií nazývanou Aegyptus.

### Římská doba (30–395 n. l.)
Římští císaři využívali Egypt hlavně jako zdroj obilí pro Řím a zdroj exotického zboží, dováženého z Orientu.
Egyptské obyvatelstvo bylo utlačováno a zemi spravovaly hlavně jiné národy – Řekové, Římané. To vedlo k opakovaným povstáním, které však bylo vždy potlačeno. Také se zde rychle začalo šířit křesťanství a vznikla koptská církev.
V roce 250 zahájil císař Decius rozsáhlé pronásledování křesťanů, přesto se jejich vliv šířil dále šířil. Pronásledování křesťanů ukončil až v roce 313 Konstantin Veliký vydáním ediktu milánského.

Koptský kříž s tradičním koptským nápisem: Ježíš Kristus, syn Boží

### Byzantská doba (395–642)
V roce 395 byla Římská říše rozdělena na západní a východní část. Egypt připadl k východní části později nazývané Byzantská říše. Ta Egypt využívala i nadále jako zdroj hospodářských příjmů.
V této době byl Egypt úplně pokřesťanštěn a pohanské kulty byly zapomenuty, včetně znalosti hieroglyfického písma.
V roce 622 se začal na Arabském poloostrově šířit islám a Mohamedovi nástupci, chalífové, vytvořili novou světovou říši, která začala expandovat. Byzantský Egypt padl již roku 641 do rukou arabským oddílům, vedeným vojevůdcem Amr ibn al-Ásem. Z jeho vojenského tábora vznikl Fustát, první arabské město v Egyptě, základ pozdější Káhiry.
Obyvatelstvo nekladlo dobyvatelům téměř žádný odpor, protože v nich viděli své osvoboditele od nenáviděné Byzantské říše.

## Středověk

### Doba vlády Umajjovců (661–750)
Po smrti proroka Mohameda se chalífy (náboženskými i světskými vládci říše) stali postupně čtyři volení chalífové a po smrti posledního z nich Alího ibn Abí Táliba se k moci dostal Mu‘ávija I., zakladatel dynastie Umajjovců. Hlavním městem se stal Damašek.
Egypt byl v té době provincií chalífátu. V Egyptě došlo k šíření islámu a arabské kultury, i když zde koptská církev a koptština jako národní jazyk ještě několik staletí v krajině faraónů přežívala. Koptové však tvořili jenom malou národnostní menšinu.
V roce 750 byli Umajjovci svrženi a chalífou se stal Abú al-Abbás, zakladatel dynastie Abbásovců.

### Doba vlády Abbásovců (750–1250)
Během panování prvních Abbásovců vzkvétala islámská kultura a věda. Nejznámějším z nich je Hárún ar-Rašíd (763–809), který v Bagdádu založil knihovnu Dům moudrosti.
Daně pro obyvatelstvo žijící na venkově však byly i nadále zvyšovány, což vedlo opakovaně k povstáním Koptů. Poslední povstání roku 830 krvavě potlačil chalífa al-Ma'mún (syn Hárúna ar-Rašída).
Za jeho nástupce chalífy al-Mu'tasima došlo k reformě armády, kdy si chalífa vytvořil sobě oddanou tělesnou stráž, nikoliv ze žoldnéřů jako dříve, ale z tureckých otroků. Ti později využili příležitosti, která se jim naskytla po přesunu panovnického dvora do Samary, a postupně a neoficiálně získali moc ve vládě.
Roku 868 přišel do Egypta jako vojenský guvernér Turek Ahmad Ibn Tulún. V oslabeném chalífátu vyhlásil nezávislost Egypta a založil zde dynastii Tulúnovců. Abbásovské oddíly však roku 905 dobyly Egypt zpět.

### Doba vlády Fátimovců (969–1171)

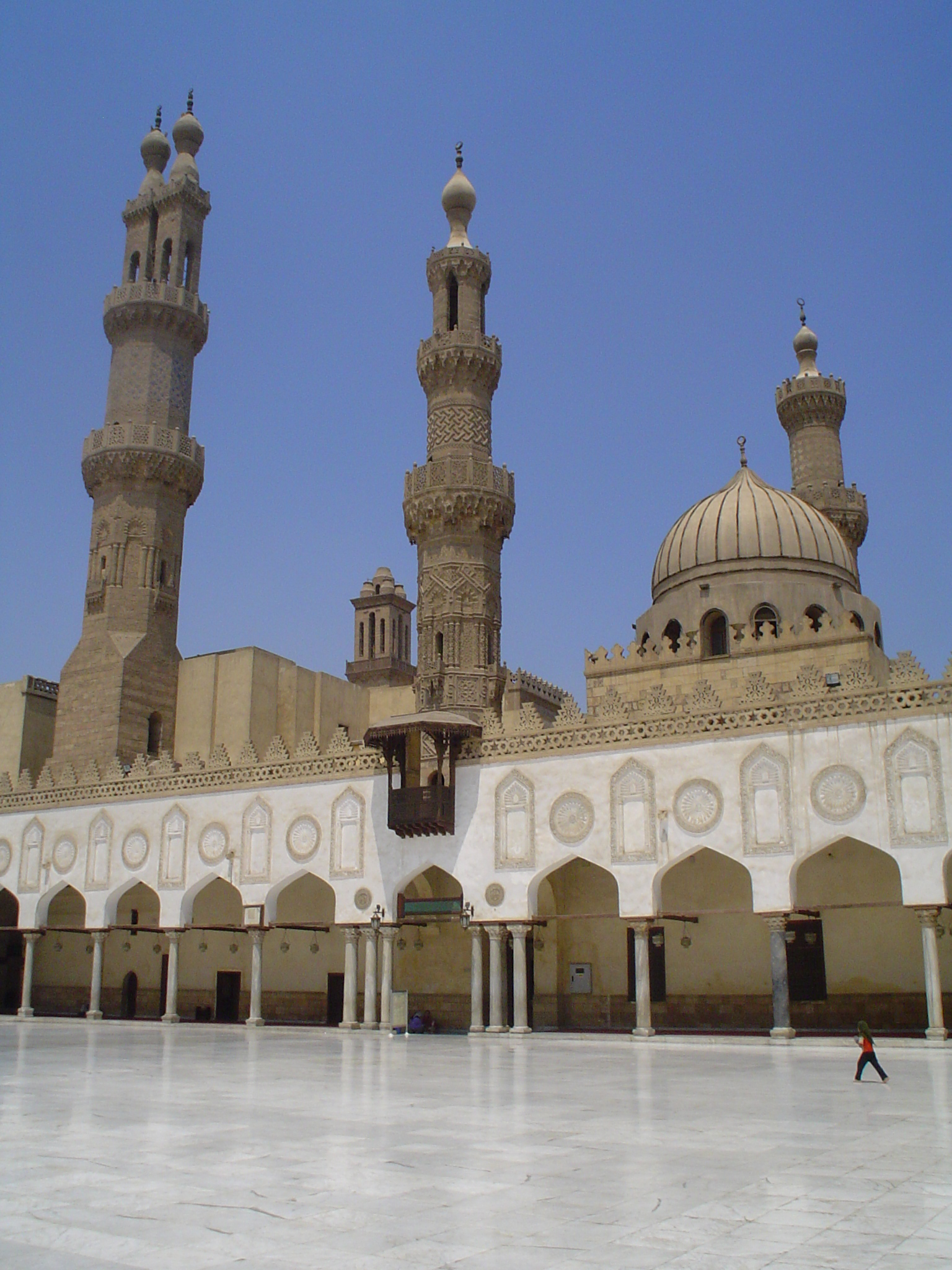
Pohled zevnitř na mešitu al-Azhar

Na počátku 10. století vznikla na území Tunisu nová politická síla a moc, která usilovala nejenom o vládu v bohaté provincii Egypt, ale v celém chalífátu, Fátimovci. Neuznávali autoritu bagdádského chalífy a vyznávali šíitskou víru. Své území začali rozšiřovat směrem na východ. Roku 969 dobyli Egypt a v místě dnešní Káhiry založili nové hlavní město Misr al-Qáhira.
Za vlády Fátimovců došlo v Egyptě k hospodářskému a kulturnímu vzestupu. V Káhiře byla postavena mešita al-Azhar, vysoká škola islámu, kde se brzy také vyučovala matematika, astronomie a medicína.
Na začátku 11. století se začal projevovat úpadek fátimovské říše. Egypt postihlo několik morových epidemií a také se několikrát nedostavily důležité nilské záplavy. V sousedství Egypta se usadili dva obávaní nepřátelé – Turci a křižáci.
Turci vyhlásili jako ortodoxní sunnité svatou válku proti šíitským Fátimovcům. Křižáci se zase snažili získat svatou zemi a roku 1099 dobyli Jeruzalém a roku 1168 pronikli až ke Káhiře. Fátimovci ze zoufalství požádali Turky o pomoc. Ti přišli do Egypta se svou armádou a již zde zůstali. Jeden z jejích generálů, Saladin, se roku 1171 prohlásil za sultána a založil vlastní dynastii Ajjúbovců.

### Doba vlády Ajjúbovců (1171–1250)
Saladin soustředil všechnu svou moc na boj s křižáky. V roce 1187 se mu podařilo dobýt zpět Jeruzalém a Palestinu. V roce 1192 uzavřel s účastníky třetí křížové výpravy příměří a umožnil volný přístup křesťanským poutníkům do Jeruzaléma.
Jeho nástupci se snažili ukončit boj s křižáky, ale dohody nebyly nikdy dodržovány. Egypt se stal bojištěm páté a šesté křižácké výpravy. Nakonec byl poslední ajjúbovský sultán zavražděn vlastní palácovou gardou tvořenou Mamlúky (vojenskými otroky tureckého původu), kteří se po krátkém mezidobí ujali v Egyptě vlády.

### Doba vlády Mamlúků (1250–1517)
Po získání moci v Egyptě zde vládly nejdříve bahrijští Mamlúci (1250–1382) a potom čerkeští (1382–1517). Nejslavnějšími sultány Mamlúků byli Bajbars I. (1260–1277) a Kalá'ún (1279–1290). Za jejich panování se stal Egypt vojenskou silou, které se podařilo odvrátit útok Mongolů a vyhnat křižáky z Palestiny. Období vlády Mamlúků bylo dobou bojů o trůn. Zemi řídila diktátorsky armáda, která často vojensky potlačovala nepokoje.
Země však za vlády mamlúkú bohatla, hlavně z odvodů poplatků z kontroly námořních cest do Orientu. Po zničení Bagdádu při mohutném mongolském nájezdu, se stala Káhira sídlem chalífa a hlavním duchovním centrem islámu.
Počátkem úpadu tohoto období byl rok 1498, kdy Vasco da Gama objevil novou námořní cestu do Indie a narušil tak kontrolu Mamlúků nad obchodem s Indií. Nebezpečím pro jejich vládu však byl hlavně vzrůst moci Osmanské říše.

## Novověk

### Doba Osmanské říše (1517–1801)
V roce 1517 dobyl Egypt turecký sultán Selim I. a ten se tak stal provincií Osmanské říše. Osmanská provincie Egypt potom existovala, alespoň formálně, až do 1. světové války.
Egypt začal hospodářsky upadat, sultánovi místodržící se o Egypt příliš nezajímali. Mamlúkové zastávali i nadále řadu významných mocenských a správních funkcí, protože jeden z jejich vojenských klanů významně podporoval turecké uchvatitele. Protože se však sultáni obávali rostoucího vlivu Mamlúků, rozmístili po celé zemi oddíly janičářů. Ty se později podílely na neustávajících mocenských bojích.

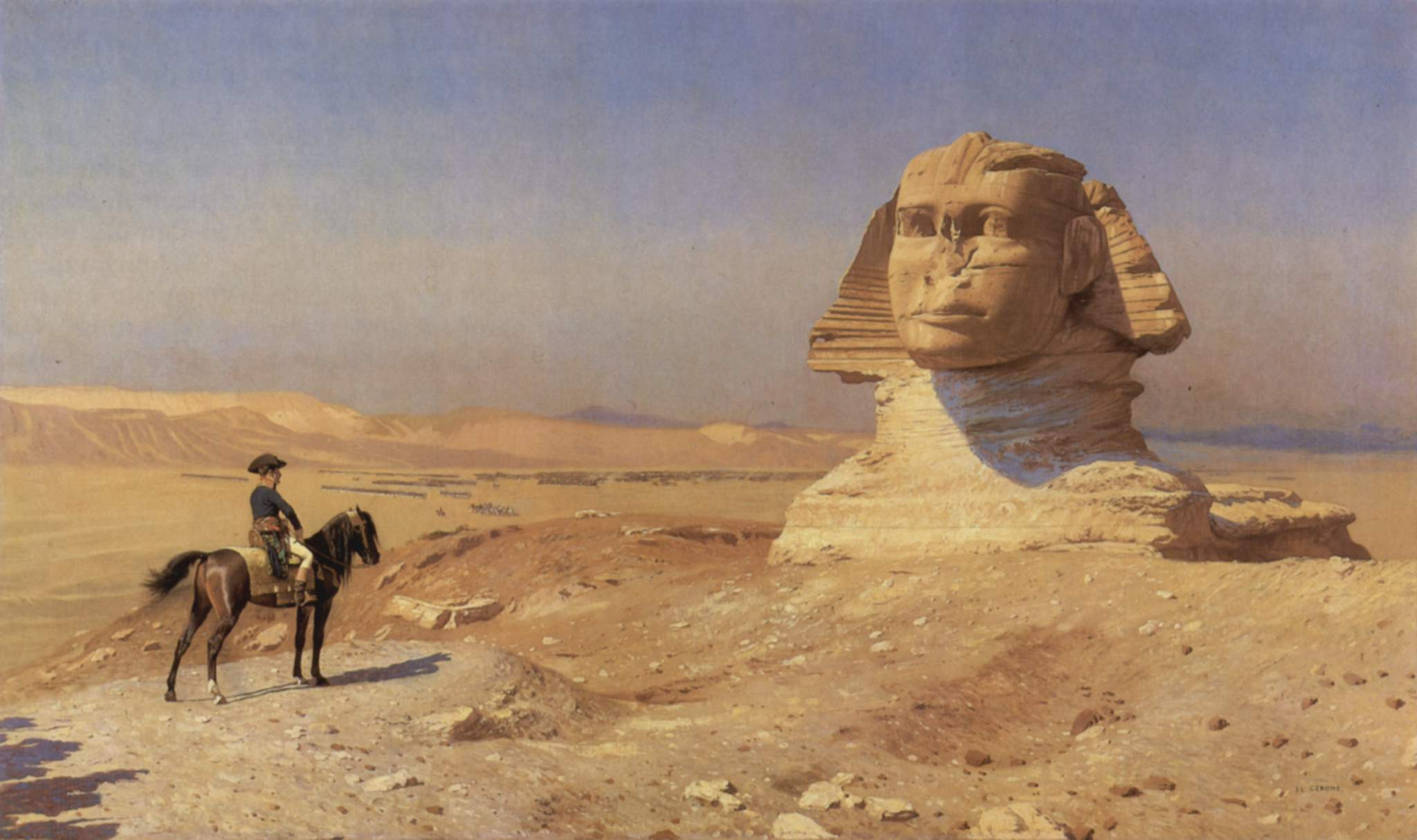
Napoleon Bonaparte před Velkou sfingou v Gíze

V 18. století využili Mamlúkové chaosu v Káhiře, který zde vznikl poté, co před její brány pronikly loupeživé beduínské kmeny, a znovu uchvátili moc. Nepřehledné mocenské situace využila námořní flotila Napoleona Bonaparta, která k pobřežím Egypta dorazila 2. července 1798.
Důvodem vylodění Napoleona Bonaparte bylo mocenské soupeření Francie a Anglie o kontrolu nad obchodem s Indií na tzv. egyptské cestě. Dne 21. července 1798 porazil Napoleon mamlúcké jezdectvo, ale již 1. srpna potopil britský admirál Nelson francouzskou flotilu v zálivu u Abú Kíru, východně od Alexandrie.
Francouzská expedice se tak nemohla vrátit a byla odsouzena k nezdaru. Pozitivním výsledkem návštěvy Francouzů v Egyptě bylo znovuobjevení starého Egypta. Z popudu Napoleona dorazila do Egypta s vojáky i velká skupina učenců, kteří měli popsat a nakreslit památky starověkého Egypta. Svou práci zveřejnili v díle La Description de l‘Egypte (Popis Egypta), které vedlo k vzniku vlny zájmu o egyptskou historii. Také nalezli tzv. Rosettskou desku, která se stala základem pro rozluštění hieroglyfického písma.
Francouzské panství v Egyptě ukončily anglicko-osmanské vojenské oddíly, které přistály v Egyptě roku 1801. Jako zastupující velitel tureckých oddílů přišel do Káhiry Muhammad Alí, který ovlivnil další dějiny Egypta.

### Doba vlády dynastie Muhammada Alího (1805–1952)

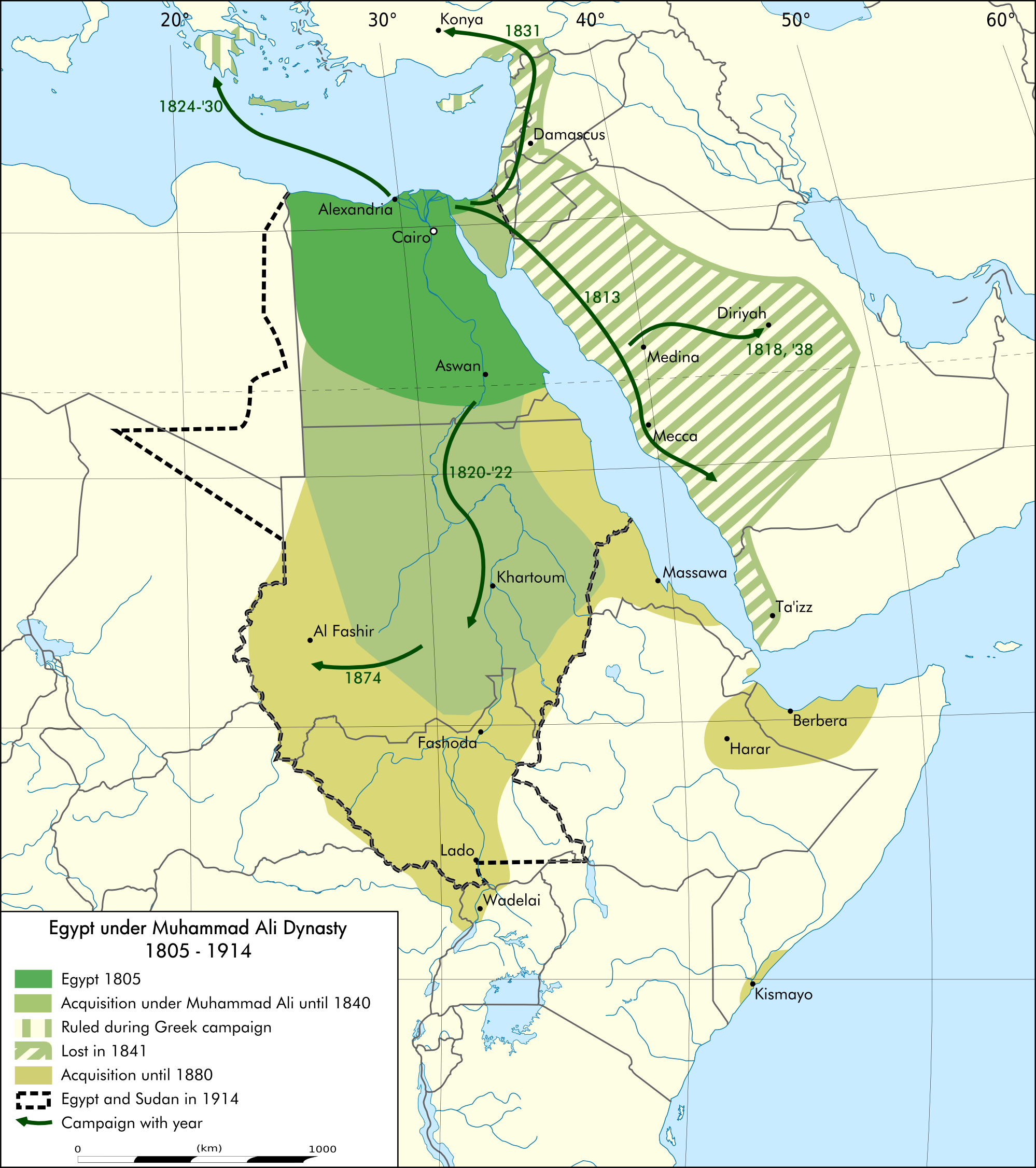
Rozsah Egyptské říše za vlády dynastie Muhammada Alího v době svého největšího rozkvětu

Po odchodu Francouzů pokračovaly boje mezi Mamlúky a tureckými oddíly. Také spojenectví Anglie a Osmanské říše se brzy rozpadlo a mezi těmito státy nastaly boje o nadvládu nad Egyptem.
Nakonec islámští duchovní dosadili nového místodržícího. Byl jím Muhammad Alí. Vyhovoval nejen duchovním vůdcům, ale zanedlouho ho v jeho novém úřadu potvrdil i istanbulský sultán. Alí porazil v bitvě u Rosette roku 1807 Brity a o čtyři roky později se zbavil vzbouřených Mamlúků, které nechal povraždit na slavnostní hostině v káhirské citadele.
Poté začal budovat moderně vyzbrojenou armádu, což vedlo k celkové modernizaci a industrializaci Egypta. Začal zakládat školy a vojenské akademie. Na rozlehlých plantážích zavedl pěstování bavlny, což mělo zajistit státnímu rozpočtu dostatečné zdroje příjmů.

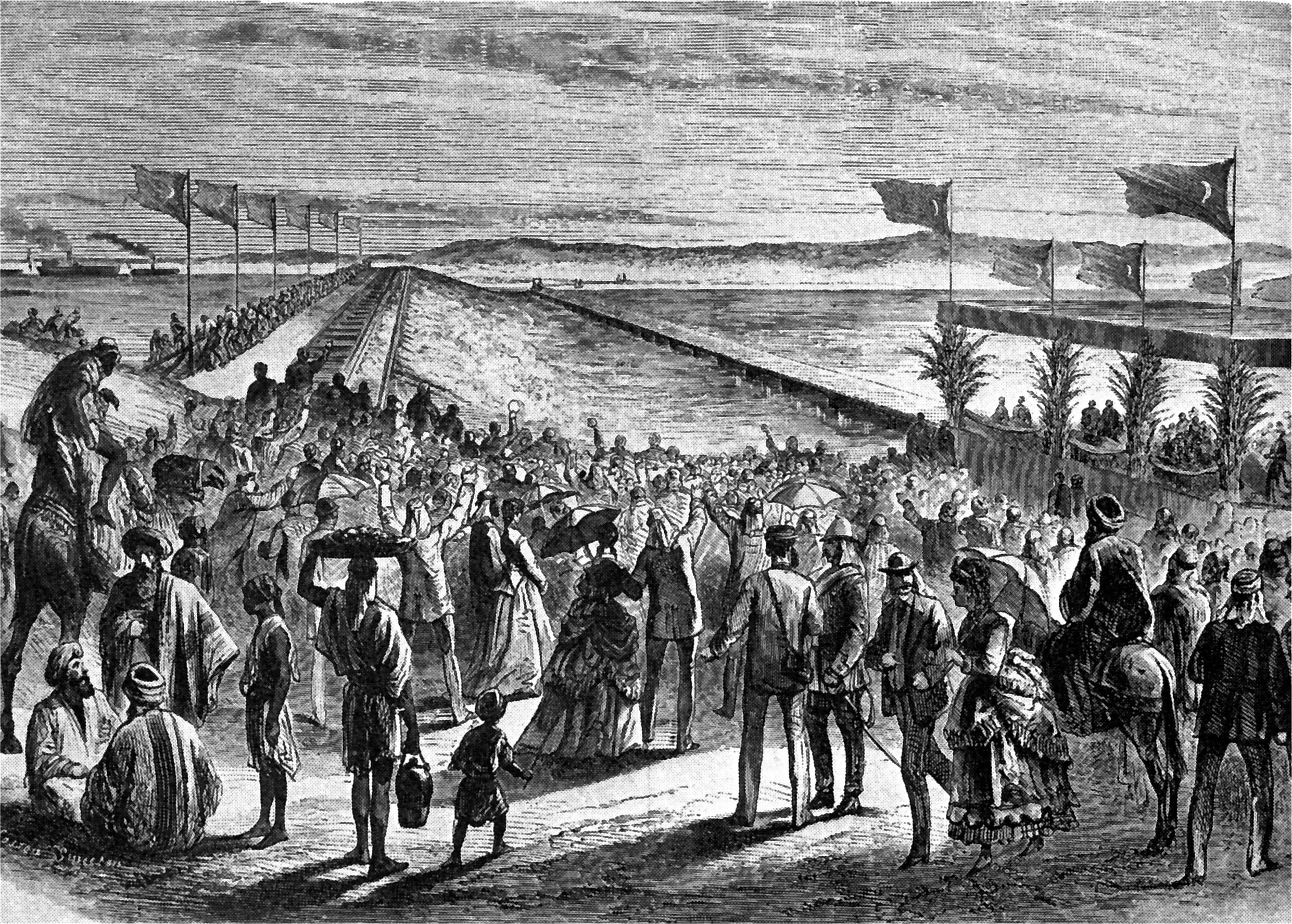
Otevření Suezského kanálu v roce 1869

Militarizace Egypta ale vyvolávala mezi evropskými mocnostmi stále větší obavy. Nakonec musel roku 1841 Muhammad Alí radikálně snížit stav armády. Jako náhradu za tento ústup mu turecký sultán udělil titul místokrále, který zůstal v jeho dynastii do zrušení monarchie v roce 1953.
Důležitou událostí během vlády dynastie Muhammada Alího bylo otevření Suezského průplavu 17. listopadu 1869. Suezský průplav však uvedl Egypt do přímé závislosti na cizích zemích. Alího vnuk Ismá'íl, se snažil zvýšit konkurenční schopnost své země na mezinárodních trzích s bavlnou a investoval do rozvoje infrastruktury. Rozsáhlé investice však nemohl zaplatit z vlastních zdrojů a zahraniční věřitelé naléhali na rychlé splácení úvěrů.
Egypt musel prodat rozhodující část akcií egyptského Suezského průplavu Anglii a od roku 1876 musel souhlasit s britsko-francouzskou finanční kontrolou tohoto díla. O tři roky později byl Ismá'íl přinucen odstoupit ve prospěch svého syna Taufíka. V zemi se začalo zmáhat národnostní hnutí a lidé stále hůře snášeli vměšování cizích zemí do politiky Egypta a rozmařilý život vladařského dvora. Nespokojenost vedla v roce 1882 ve vojenskou vzpouru plukovníka Urábího.
Taufík požádal Brity o vojenskou pomoc. Britské jednotky přistály u Alexandrie v roce 1882 a v zemi zůstaly až do revoluce „Svobodných důstojníků“ v roce 1952. V roce 1888 Konstantinopolská konvence prohlásila Suezský kanál za neutrální území pod správou Velké Británie. Británie tak získala Egypt do svého područí. Britští generální konzulové řídili egyptskou vládu, složenou ze stínového kabinetu a ze slabého místokrále, a hospodářské zisky plynuly do jejich rukou.

### Egypt britským protektorátem (1914–1922)
Na počátku první světové války prohlásila Velká Británie 18. prosince 1914 prohlásila Egypt svým protektorátem. Tím byly zrušeny i ty nejposlednější formální vazby Egyptu na Osmanskou říši. Dosavadní chediv Abbás II. Hilmí byl sesazen a nahrazen sultánem Husajnem Kámilem. Po jeho smrti roku 1917 se sultánem stal Ismáíla Ahmad Fu´ád. Britové zatížili egyptské obyvatelstvo nucenými pracemi pro budování komunikací a vodovodů s velkými ztrátami na lidských životech. Omezení dovozu zboží podnítilo rozvoj egyptského lehkého průmyslu.

### Nezávislé Egyptské království (1922–1953)
Změn po první světové válce se pokusili využít nacionalisté a v roce 1919 vyslali delegaci, která dostala název Wafd, na Pařížskou mírovou konferenci, kde požádali o uznání nezávislosti Egypta. Velká Británie s tímto krokem nesouhlasila, ale o tři roky později tlaku nacionalistů ustoupila.

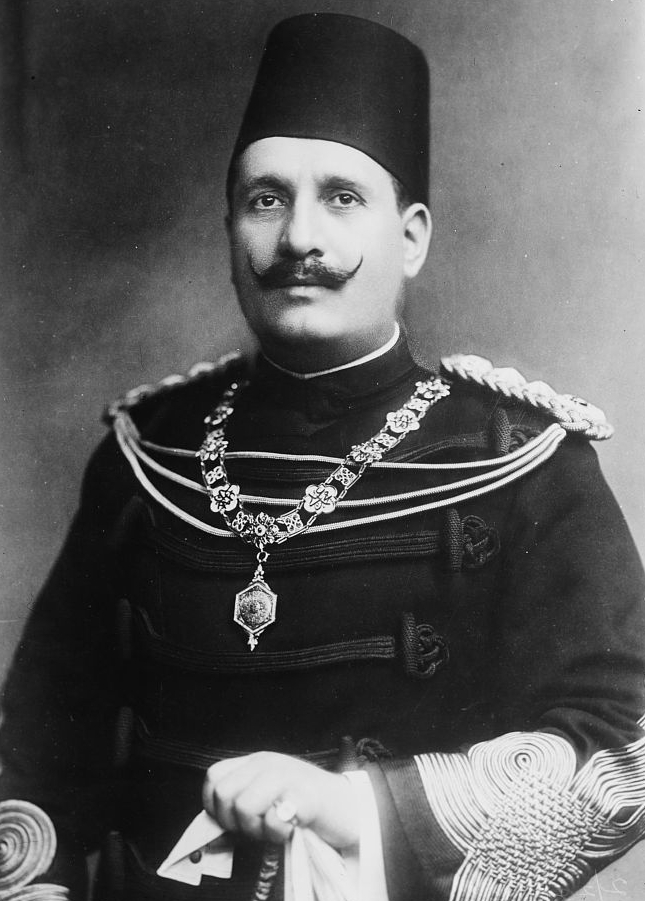
Fuad I.

28. února 1922 vyhlásil Egypt pod vládou pravnuka Muhammada Alího Fuada I. samostatnost jako Egyptské království. Ústava, která byla přijata o rok později, vytvářela z Egypta konstituční monarchii, dala však panovníkovi moc libovolně rozpouštět parlament, což vedlo k nestabilitě následujících vlád.
Z delegace Wafd se mezitím stala nejvýznamnější strana v zemi, která působila v parlamentu jako hlavní králova opozice. Saad Zaghloul, který ji v roce 1919 v Paříži vedl, se v roce 1924 stal prvním ministerským předsedou Egypta.
Dalších třicet let se o moc v Egyptě přetahoval královský dvůr, strana Wafd a britský generální konzulát. Žádná vláda nebyla dlouho u moci a rostla korupce. Nic se nezměnilo, ani když Fuada I. vystřídal na egyptském trůnu v roce 1936 jeho syn Farúk.
Za druhé světové války se stal bojištěm německých a italských vojsk pod velením Erwina Rommela a britské armády pod velením Bernarda Montgomeryho.
Po roce 1945 Egypt upadl do těžké hospodářské krize. Problémy v zemi vyvrcholily v roce 1948, kdy vypukla arabsko-izraelská válka. Egypt se jí zúčastnil na straně arabské koalice proti Izraeli. Egyptská armáda ale byla poražená kvůli početní slabosti a zastaralé výbavě, což zapříčinilo nespokojenost obyvatelstva. V roce 1951 Egypt vypověděl Konstantinopolskou smlouvu a Velká Británie slíbila, že svá vojska stáhne (1954).
V lednu 1952 vypukly v Káhiře nepokoje proti britské vojenské přítomnosti. Dne 23. července 1952 došlo k převratu, kdy převzali moc „Svobodní důstojníci“. Vůdčími postavami převratu byl generál Muhammad Nadžíb a plukovník Gamál Abd an-Násir. Král Farúk 26. července 1952 odstoupil ve prospěch svého syna Fuada II. a o rok později byla vyhlášena Egyptská arabská republika.

### Republika (1953 do současnosti)

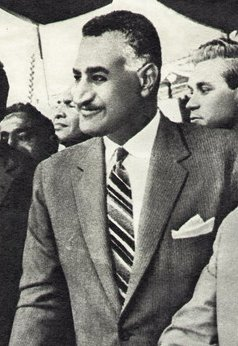
Gamál Násir, egyptský prezident v letech 1954 až 1970.

Po vyhlášení republiky se na krátkou dobu stal prvním prezidentem Muhammad Nadžíb (1901–1984), kterého v roce 1954 po převratu svrhl plukovník Gamál Násir a ještě téhož roku v listopadu 1954 nahradil. Nadžíb následně zůstává jenom symbolickou hlavou státu. Násir se stává vojenským guvernérem Egypta s neomezenou mocí. V zahraniční politice uplatňuje politiku nezúčastněnosti, kterou uplatnili i indický premiér Džaváharlál Néhrú, čínský premiér Čou En-laj, a jugoslávský prezident Josip Tito.
Pro rozvoj země potřeboval dostatek financí, ale nechtěl Egypt dostat opět pod vliv cizích zemí. Problém financí vyřešil zestátněním Suezského průplavu, v němž ještě rozhodující podíl akcií vlastnili Velká Británie a Francie. Tyto země a Izrael odpověděly na tento krok vojenským obsazením průplavu, následkem čehož začala jeden rok trvající Suezská krize.
Spojené státy a Sovětský svaz s vojenským obsazením průplavu nesouhlasily a donutily okupanty ke stáhnutí vojsk. Tento triumf posílil národní moc Egypta celého arabského světa, ale zvýšil i vliv Sovětského svazu na Blízkém východě.
Násir se také pokusil vytvořit se Sýrií a Jemenem (1958–1961) Sjednocenou arabskou republiku. Jemen se však nikdy nepřipojil a Sýrie v roce 1961 ze svazku s Egyptem vystoupila. Egypt si alespoň až do roku 1971 ponechal název Sjednocená arabská republika. Tento rok se přejmenoval na Egyptskou arabskou republiku.

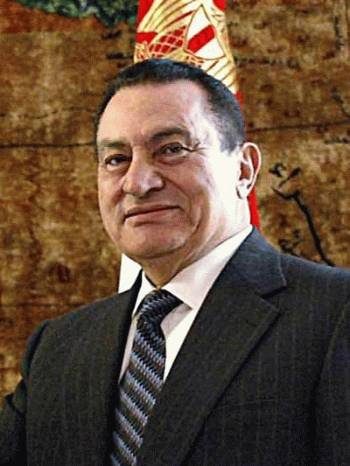
Husní Mubárak – do února 2011 prezident Egypta

Po počátečních hospodářských úspěších došlo k finančním problémům, které narostly po další porážce na stejné frontě v šestidenní arabsko-izraelské válce v červnu 1967, čímž opět začala narůstat nespokojenost obyvatelstva. Svržení Násira zabránil infarkt, jemuž podlehl 28. září 1970. Tři měsíce po jeho smrti bylo dokončeno jeho životní dílo, přehrada v Asuánu, která zajistila zvýšení rozlohy obdělávané půdy až o 15%.
Prezidentský úřad převzal Anvar as-Sádát, který byl také v roce 1952 členem revolučních „Svobodných důstojníků“. Očekávalo se, že bude pokračovat v Násirově politice, ale už v květnu 1971 nechal zatknout nejvýznamnější představitele Násirovy vlády. Vykázal sovětské poradce, kteří zde byli od dob začátku stavby Asuánské přehrady a svou zahraniční politiku orientoval na Západ. Nadměrný dovoz však vedl ke stále stoupající inflaci.

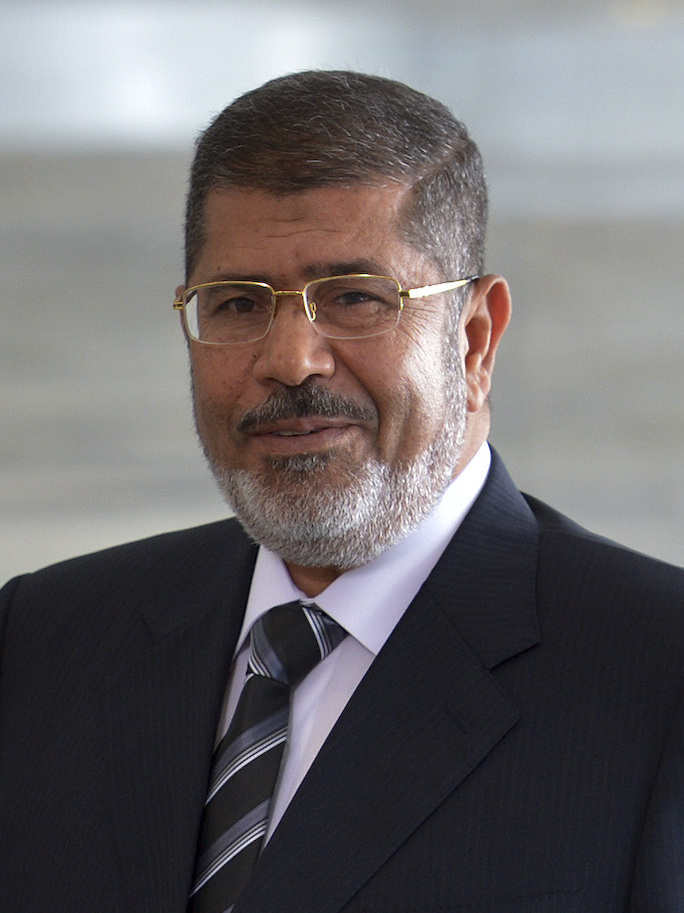
Muhammad Mursí - prezident v letech 2012 - 2013

S Izraelem vedl v roce 1973 Jomkipurskou válku, kdy Egypt získal zpět během šestidenní války ztracená území a dosáhl po složitých jednáních v Camp Davidu v roce 1979 podpisu mírové smlouvy s Izraelem. Smlouva učinila z Egypta první arabskou zemi, která oficiálně uznala autonomii Izrael. S podepsáním smlouvy ovšem většina arabského světa nesouhlasila. Egyptu bylo pozastaveno členství v Lize arabských států a bylo obnoveno až v roce 1989. Sádát za mírovou smlouvu z Camp Davidu dostal v roce 1978 Nobelovu cenu, ale tři roky nato byl 6. října 1981 během vojenské přehlídky k výročí Jomkipurské války zavražděn
Jeho nástupce Husní Mubárak usiloval od samého počátku o politiku nezúčastněnosti, jako jeho předchůdce Násir, a hospodářskou stabilizace. Podařilo se mu vyvést Egypt z politické izolace. Arabská liga se za jeho vlády znovu vrátila do Káhiry, kde obnovila sídlo svého vedení, aniž by musel Egypt ustoupit od mírových dohod z Camp Davidu.

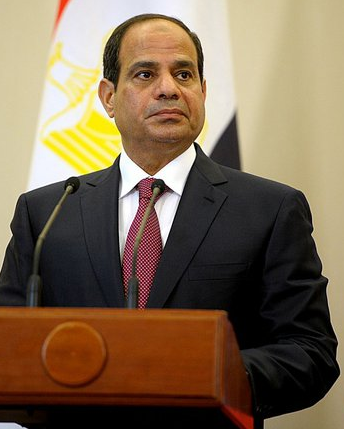
Abd al-Fattáh as-Sísí - prezident Egypta od června 2014

Tím získal Egypt opět svou vedoucí roli, kterou prokázal v protiirácké koalici za války v Perském zálivu roku 1991. Jako jeden z nejsilnějších spojenců George Bushe v oblasti se mohl těšit z ekonomické podpory Spojených států.
V roce 2011 vyvrcholila nevole obyvatel k dlouhodobé vládě prezidenta Mubáraka. V rámci tzv. arabského jara se na náměstí Tahrír v Káhiře uskutečnily mnohatisícové protesty a mnoho lidí v boji se státními složkami padlo. Nakonec ze země uprchl i prezident Husní Mubárak a když v květnu 2012 se konaly demokratické volby, vyhrál kandidát strany spadající pod Muslimské bratrstvo Muhammad Mursí. Po roce jeho vlády, 3. července 2013 byl sesazen vojenským pučem. Prezidentem se stal maršál Abd al-Fattáh as-Sísí, ve volbách v červnu 2014 byl zvolen s 96,1% hlasů.
Pod vládou prezidenta Sísího byla zavedena tvrdá politika při kontrole hranice pásma Gazy, včetně ničení tunelů spojujících Gazu a Sinaj.